# Analoogkaas

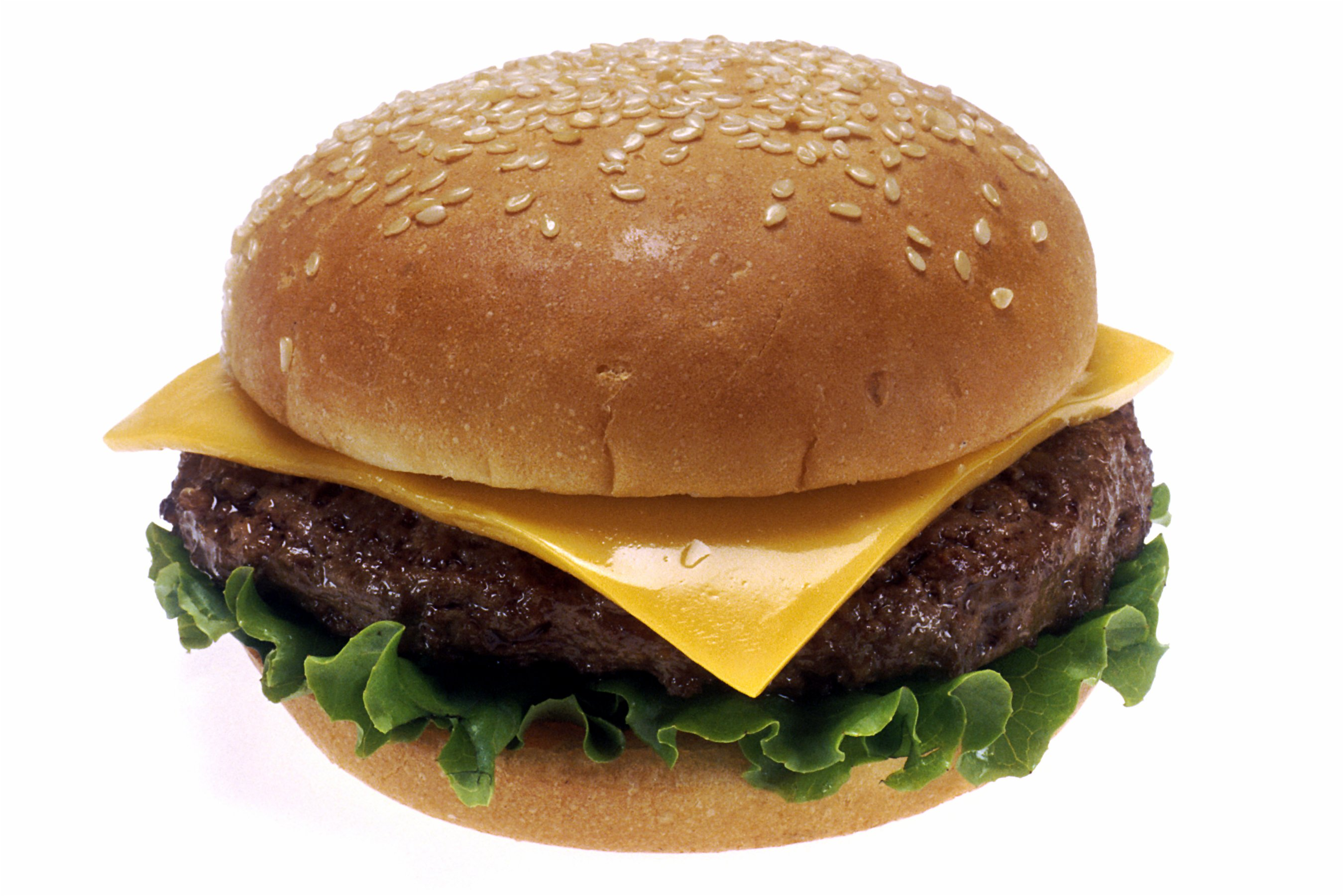
Kaasburger

Analoogkaas of imitatiekaas, meestal aangeduid als plantaardige kaas, is een levensmiddelenproduct dat kaas vervangt. Plantaardige kaas heeft vaak een vergelijkbare Veganistische kaaskleur, textuur, dichtheid en benadert de smaak van kaas. Het heeft echter minder voedingswaarde dan kaas. Het bevat relatief weinig calorieën, vetten en koolhydraten, en weinig of geen eiwitten.
Analoogkaas is met het fastfood overgekomen uit Amerika, waar het cheese substitute wordt genoemd, het wordt sinds de jaren 80 van de 20e eeuw in Europa gebruikt.

## Naamgeving en etikettering
In de 20e eeuw werd plantaardige kaas vaak verhullend aangeduid als analoogkaas. Tegenwoordig wordt meestal de algemene aanduiding 'plantaardige kaas' gebruikt, wat aansluit bij de groeiende populariteit van het veganisme en de trent om dierlijk eiwit in de voeding te vervangen. Plantaardige kaas mag op grond van Europese regelgeving en in Nederland volgens het Warenwetbesluit Zuivel niet op de verpakking worden aangeduid als 'kaas', omdat dit misleidend voor de consument zou zijn. EG-verordening 1234/2007 bepaalt dat de aanduiding "kaas" alleen mag worden gebruikt voor zuivelproducten, dus van melk afgeleide producten.
Voor analoogkaas bestaat geen wettelijke naam. Fabrikanten kunnen dan ook niet anders dan overgaan tot een declaratie van de ingrediënten, of fantasienamen zoals 'plantaardige plakken. Analoogkaas hoeft niet apart op het etiket te worden vermeld. Vermelding van de afzonderlijke ingrediënten volstaat. De term analoogkaas is misleidend, omdat 'analoog' suggereert dat de productie en samenstelling ervan vergelijkbaar is met die van kaas.
In het product kan een kleine hoeveelheid echte kaas zijn verwerkt. Door dit op de verpakking te benadrukken kan de fabrikant de schijn wekken dat het product echte kaas is, in plaats van analoogkaas die is vermengd met een kleine hoeveelheid melkkaas. Dergelijke mengsels worden vaak in lasagne en pizza verwerkt, vooral vanwege de gemakkelijke verwerking en omdat deze  een stuk goedkoper is. Als een product als cheeseburger of pizza echte kaas bevat, moet wel het percentage daarvan op het etiket worden vermeld. Het aandeel kaas is ook herkenbaar aan de volgorde van de ingrediënten op het etiket (waarbij de ingrediënten moeten worden vermeld met de aandelen van hoog naar laag). Ook een laag percentage eiwit wijst er op dat het niet gaat om echte kaas.

## Productie
Kaas wordt geproduceerd door melk, stremsel en andere ingrediënten met behulp van bacteriën om te zetten naar kaas. Dit proces wordt rijping genoemd. Plantaardige kaas heeft geen rijpingsproces.
Plantaardige kaas kan worden gemaakt door fermentatie van graan, peulvruchten of noten. Zo bestaat er een vervanger voor camembert op basis van gefermenteerde cashewnoten. Ook kan plantaardige kaas worden gemaakt op basis van veldbonen.

## Ingrediënten en voedingswaarde
Plantaardige kaas wordt veelal gemaakt van plantaardige olie (vaak palmolie), eiwitten en zetmeel. Verder worden er smaak-, zoals kaasaroma en soms ook kleurstoffen toegevoegd en eventueel rijpere melkkaas. Het bestaat voor meer dan de helft uit water.
Echte kaas heeft een heel hoog percentage eiwit van zo'n 20 tot 40 procent. Uit onderzoek van de Consumentenbond bleek dat plantaardige kaas juist weinig of geen eiwit bevat. Er wordt wel onderzoek gedaan naar productiemethoden voor plantaardig eiwit voor vlees- en melkvervangers. Pindakaas bestaat voor eenvijfde tot een kwart uit eiwit.
Plantaardige kazen op basis van tofu en kokosolie bevatten meer verzadigd vet, meer dan echte kaas; varianten op basis van noten bevatten juist minder verzadigd vet en meer onverzadigd vet dan van melk gemaakte kaas.

## Toepassingen
Analoogkaas wordt voornamelijk gebruikt vanwege de lagere kostprijs. De verwerking is eenvoudiger en de grondstoffen zijn veiliger toe te passen in kant-en-klaarmaaltijden.
Naast analoogkaas als broodbeleg wordt het voornamelijk toegepast in lasagne, moussaka, pizza, kant-en-klaarmaaltijden met een kaassausje of kaastopping en in cheeseburgers. Voor de consument is het niet altijd duidelijk of hij kaas of analoogkaas op zijn bord krijgt.

### Voordelen voor producenten
1. Lagere kostprijs.
2. Het heeft andere rasp- en smelteigenschappen dan kaas die gunstig kunnen zijn voor het eindproduct.[1]
3. Eenvoudig en goedkoop te produceren. Geen ingewikkeld productieproces met levende micro-organismen en grondstoffen die ongekoeld houdbaar zijn en alleen maar gemengd hoeven te worden.

### Voordelen voor consumenten
1. Sommige soorten analoogkaas bevatten minder verzadigde vetten dan echte kaas, wat past in een gezond dieet.
2. Het kan gegeten worden door mensen met een lactose-intolerantie
3. De vetarme variëteiten passen in een dieet van calorie-arme producten.
4. Het kan door veganisten worden gegeten.

### Nadelen voor consumenten
1. Het is meestal niet duidelijk dat er analoogkaas in het product verwerkt is.
2. De smaak van de gebruikte analoogkaas wijkt af van de geïmiteerde kaassoort, waardoor aan het product veelal extra ingrediënten, zoals aroma's en smaakversterkers, worden toegevoegd om het product op smaak te brengen.
3. Wanneer op het product een specifieke kaassoort staat vermeld, terwijl vooral imitatiekaas is toegepast, bestaat de kans dat de consument de smaak van de analoogkaas gaat associëren met de genoemde kaassoort. Analoogkaas heeft een van kaas afwijkende structuur en textuur, wat door sommigen als onaangenaam wordt ervaren.

## Controle en handhaving
De Nederlandse Voedsel- en Warenautoriteit heeft tussen oktober 2005 en januari 2006 24 bedrijven gecontroleerd op de etikettering van kaasproducten die mogelijk werden vermengd met anoloogkaas. Bij acht van de bedrijven was de etikettering niet in orde, wat de bedrijven op een schriftelijke waarschuwing of, in ernstige gevallen, een boeterapport kwam te staan. De bedrijven gebruikten verschillende aanduidingen op producten waarin analoogkaas was verwerkt, zoals: Edam grof, bereiding op basis van kaas en plantaardig vet, pizzamix, pizzamaling, pizzakaas, levensmiddelenbereiding, pizzatopping, parmosella, geraspte mix, mozza-melange en goudarasp.